# LU 78 Canal 7 Islas Malvinas
LU 78 Canal 7 Islas Malvinas fue un canal de televisión argentino que transmitió en 1982 desde Puerto Argentino durante la guerra de las Malvinas. Funcionaba como emisora y repetidora de Argentina Televisora Color (ATC). Fue el primer canal de televisión local de las islas.

## Historia
Las primeras transmisiones televisivas de las Malvinas salieron al aire el 13 de abril de 1982 a las 19:00 horas. Estas se emitían todos los días entre las 19 y 21 horas con su programación en español e inglés. La locución de las transmisiones en inglés fueron hechas por el locutor de LRA Radio Nacional, Norman Powell, quien era bilingüe. Además de la programación de Buenos Aires, las emisiones locales sirvieron para difundir noticias, servicios y música clásica y folklore argentino. 
La responsabilidad técnica recayó sobre el técnico Fernando Monetti y el operador técnico Eduardo Oderigo. El transmisor de TV de 100 Watt fue suministrado por Canal 12 de Posadas, provincia de Misiones, junto con personal técnico de instalación; Canal 7 (ATC) suministró la casetera U-Matic, el TBC e instrumental técnico junto con la programación grabada de ATC Canal 7 de Buenos Aires.
Como en las Malvinas no había receptores de televisión, la ENCOTEL puso a disposición de los malvinenses 40 receptores de las marcas Philips, Dumont, Admiral y Zenith al precio de 100 libras esterlinas para abonarse en diez cuotas, la primera de ellas de 20 libras y las otras nueve cuotas de 10 libras mensuales. Everto Hugo Caballero (a cargo del sistema de radiotelefonía) y Ernesto Dalmau (encargado de LRA60) visitaron las casas de los pobladores e instalaron los receptores. Todos fueron vendidos hacia el 11 de mayo. Al finalizar la guerra, los isleños solo habían pagado 30 libras.
ATC incluso llegó a diseñar un logo exclusivo para su señal en las islas.
El noticiero 60 minutos de ATC reportó desde las islas a lo largo de la guerra. Nicolás Kasanzew fue el único periodista de Canal 7 presente en la zona del conflicto.